# Campeonato Profesional 1983
Il Campeonato Profesional 1983 fu la trentacinquesima edizione del campionato colombiano; fu strutturato in due fasi, Copa de la Paz e Torneo Nacional, che davano l'accesso al girone finale da otto squadre. Il campionato fu vinto dall'América de Cali per la terza volta nella sua storia.

## Copa de la Paz
Il torneo si disputò con due gironi da sette squadre ciascuno, con partite di andata e ritorno; le due migliori classificate si contendono 1 punto bonus, le seconde 0.50 punti bonus.

### Gruppo A
| Pos | Squadra          | Pts | G  | V | N | S | GF | GS |
| --- | ---------------- | --- | -- | - | - | - | -- | -- |
| 1.  | Once Caldas      | 20  | 14 | 9 | 2 | 3 | 17 | 9  |
| 2.  | Medellín         | 17  | 14 | 6 | 5 | 3 | 21 | 11 |
| 3.  | Deportivo Cali   | 16  | 14 | 6 | 4 | 4 | 18 | 14 |
| 4.  | Santa Fe         | 13  | 14 | 6 | 1 | 7 | 15 | 18 |
| 5.  | Deportes Tolima  | 13  | 14 | 4 | 5 | 5 | 14 | 19 |
| 6.  | Unión Magdalena  | 12  | 14 | 4 | 4 | 6 | 20 | 21 |
| 7.  | Cúcuta Deportivo | 6   | 14 | 0 | 6 | 8 | 9  | 23 |

### Gruppo B
| Pos | Squadra              | Pts | G  | V  | N | S | GF | GS |
| --- | -------------------- | --- | -- | -- | - | - | -- | -- |
| 1.  | Junior               | 20  | 14 | 10 | 0 | 4 | 26 | 18 |
| 2.  | Millonarios          | 18  | 14 | 7  | 4 | 3 | 21 | 17 |
| 3.  | América de Cali      | 16  | 14 | 6  | 4 | 4 | 24 | 20 |
| 4.  | Atlético Bucaramanga | 14  | 14 | 4  | 6 | 4 | 21 | 19 |
| 5.  | Atlético Nacional    | 13  | 14 | 5  | 3 | 6 | 13 | 13 |
| 6.  | Deportivo Pereira    | 9   | 14 | 3  | 3 | 8 | 19 | 25 |
| 7.  | Deportes Quindío     | 9   | 14 | 3  | 3 | 8 | 7  | 18 |

|  | Classificato per il girone Bonus |

### Bonificación
In questa fase le prime due si contendono un punto bonus (1.00 per la vincente, 0.75 per la perdente) mentre le seconde 0.50 (0.50 per la vincente, 0.25 per la perdente).
| Pos | Squadra     | Pts | G | V | N | S | GF | GS |
| --- | ----------- | --- | - | - | - | - | -- | -- |
| 1.  | Once Caldas | 3   | 2 | 1 | 1 | 0 | 4  | 2  |
| 2.  | Junior      | 1   | 2 | 0 | 1 | 1 | 2  | 4  |
| 3.  | Medellín    | 2   | 2 | 1 | 0 | 1 | 2  | 2  |
| 4.  | Millonarios | 2   | 2 | 1 | 0 | 1 | 2  | 2  |

## Torneo Nacional
| Pos | Squadra              | Pts | G  | V  | N  | S  | GF | GS |
| --- | -------------------- | --- | -- | -- | -- | -- | -- | -- |
| 1.  | Atlético Nacional    | 37  | 26 | 15 | 7  | 4  | 37 | 23 |
| 2.  | América de Cali      | 35  | 26 | 15 | 5  | 6  | 47 | 24 |
| 3.  | Millonarios          | 35  | 26 | 14 | 7  | 5  | 29 | 23 |
| 4.  | Junior               | 34  | 26 | 13 | 8  | 5  | 48 | 25 |
| 5.  | Santa Fe             | 32  | 26 | 14 | 4  | 8  | 54 | 36 |
| 6.  | Medellín             | 28  | 26 | 7  | 14 | 5  | 29 | 28 |
| 7.  | Deportivo Pereira    | 26  | 26 | 11 | 4  | 11 | 35 | 39 |
| 8.  | Deportivo Cali       | 25  | 26 | 10 | 5  | 11 | 29 | 30 |
| 9.  | Unión Magdalena      | 24  | 26 | 8  | 8  | 10 | 24 | 29 |
| 10. | Once Caldas          | 24  | 26 | 4  | 14 | 7  | 28 | 31 |
| 11. | Deportes Tolima      | 19  | 26 | 7  | 5  | 14 | 26 | 37 |
| 12. | Atlético Bucaramanga | 18  | 26 | 6  | 6  | 14 | 27 | 54 |
| 13. | Cúcuta Deportivo     | 14  | 26 | 3  | 8  | 15 | 24 | 42 |
| 14. | Deportes Quindío     | 13  | 26 | 4  | 5  | 17 | 16 | 42 |

## Tabla de Bonificación
Le squadre che si sono classificate al primo posto nelle due fasi ottengono 1 punto bonus, quelle al secondo 0,75, quelle al terzo 0,50 e quelle al quarto 0,25.
| Pos | Squadra     | Copa de la Paz | Torneo Nacional | Totale |
| --- | ----------- | -------------- | --------------- | ------ |
| 1.  | Once Caldas | 1.00           | 0               | 1.00   |
| 1.  | Nacional    | 0              | 1.00            | 1.00   |
| 1.  | Junior      | 0.75           | 0.25            | 1.00   |
| 4.  | América     | 0              | 0.75            | 0.75   |
| 4.  | Millonarios | 0.25           | 0.50            | 0.75   |
| 6.  | Medellín    | 0.50           | 0               | 0.50   |

## Octagonal Final
| Pos | Squadra           | G  | V | N | S | GF | GS | Bono | Pts   |
| --- | ----------------- | -- | - | - | - | -- | -- | ---- | ----- |
| 1.  | América de Cali   | 14 | 7 | 5 | 2 | 23 | 15 | 0.75 | 19.75 |
| 2.  | Junior            | 14 | 7 | 4 | 3 | 24 | 14 | 1.00 | 19    |
| 3.  | Atlético Nacional | 14 | 6 | 6 | 2 | 19 | 13 | 1.00 | 19    |
| 4.  | Millonarios       | 14 | 5 | 6 | 3 | 14 | 9  | 0.75 | 16.75 |
| 5.  | Once Caldas       | 14 | 5 | 3 | 6 | 15 | 23 | 1.00 | 14    |
| 6.  | Santa Fe          | 14 | 4 | 4 | 6 | 23 | 26 | 0    | 12    |
| 7.  | Deportivo Cali    | 14 | 3 | 3 | 8 | 13 | 23 | 0    | 9     |
| 7.  | Medellín          | 14 | 1 | 5 | 8 | 8  | 16 | 0.50 | 7.50  |

## Verdetti
- América de Cali campione di Colombia.
- América de Cali e Atlético Junior qualificate alla Coppa Libertadores 1984.

## Classifica marcatori
| Nome             | Squadra         | Gol |
| ---------------- | --------------- | --- |
| Hugo Gottardi    | Santa Fe        | 29  |
| Willington Ortiz | América de Cali | 22  |